# Chevrolet Onix
Der Chevrolet Onix ist ein Pkw-Modell des Automobilherstellers General Motors. Er wurde in der ersten Generation von GM do Brasil in Gravataí und São Caetano do Sul hergestellt und ausschließlich auf südamerikanischen Märkten als mittleres Modell der Kleinwagenklasse angeboten. Eine Stufenheckversion  der ersten Generation des Onix wird als Chevrolet Prisma angeboten.
Die 2019 vorgestellte zweite Generation wurde auch von GM do Brasil entwickelt, wird aber auch in China produziert.

## Erste Generation (seit 2012)

### Modellgeschichte
Das Fahrzeug wurde im Oktober 2012 formal auf dem Salão Internacional do Automóvel de São Paulo vorgestellt und im November 2012 auf dem Markt eingeführt.
Mitte 2016 erhielt das Modell ein Facelift, das alte Modell ist jedoch weiterhin als Onix Joy erhältlich. Seit dem Facelift wird unter der Bezeichnung Onix Activ ein Modell mit modifizierten Stoßfängern, silbernen Applikationen und unlackierten Kunststoffradäufen sowie -schwellern angeboten.
In Kolumbien wird das Stufenheckmodell Chevrolet Prisma seit 2018 als Chevrolet Onix Sedán angeboten.
Nach Erscheinen des gleichnamigen Modells auf einer neuen Plattform im September 2019 entfiel in Brasilien das Modell Onix Joy mit dem ab 2012 gebauten ursprünglichen Aussehen und an dessen Platz trat das Joy (auf der Website von Chevrolet Brasilien) bzw. Onix Joy genannte Modell mit einem geringfügig abgewandeltem Design des seit 2016 angebotenen Faceliftmodells.

### Ausstattungen

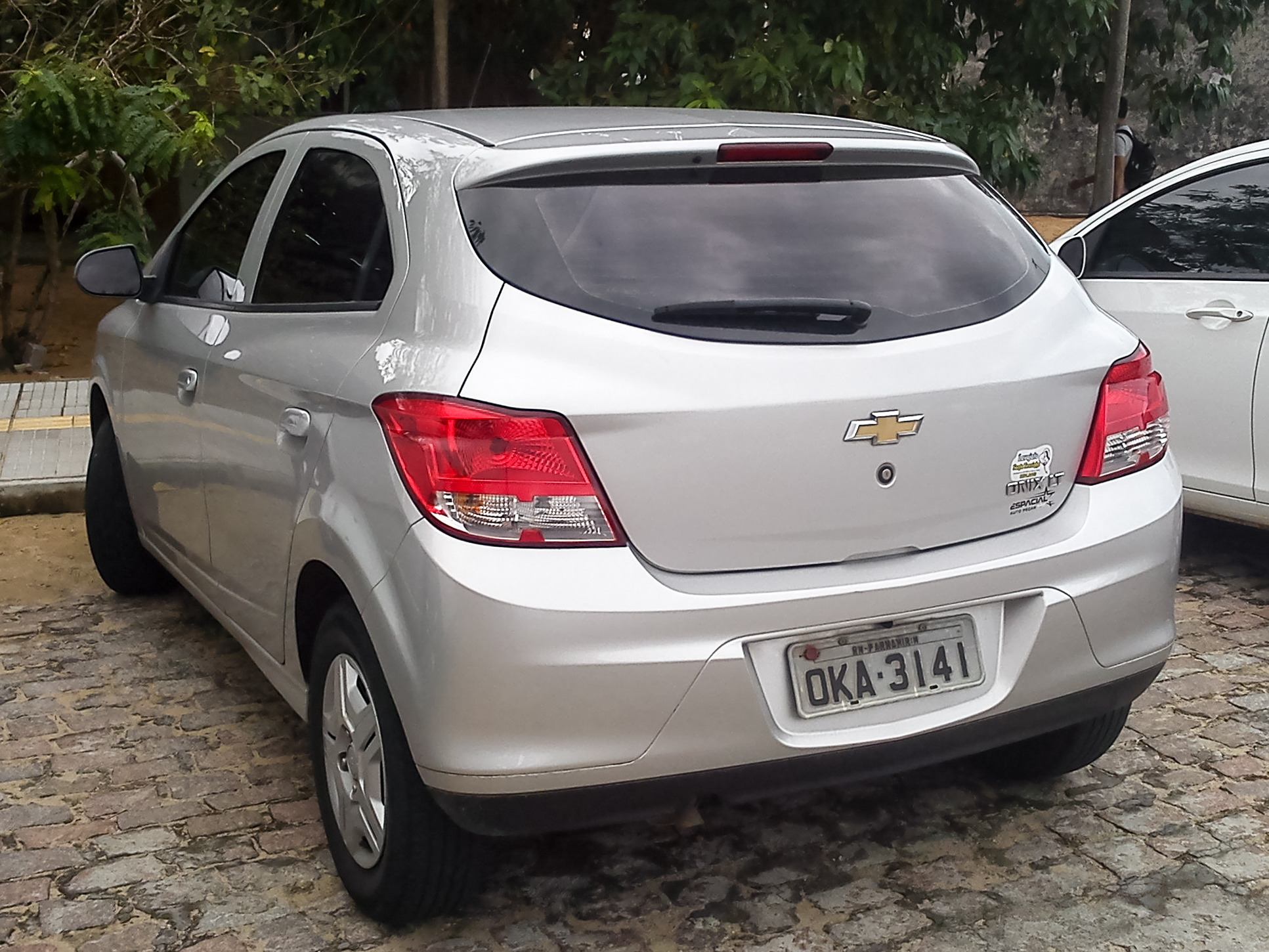
Heckansicht

Das Modell ist je nach Markt in drei Ausstattungslinien sowie mehreren Sondereditionen erhältlich. Die Basisausstattung heißt, wie bei Chevrolet üblich LS, darüber stehen LT und LTZ. Zwei Airbags und ABS sind bei allen Versionen serienmäßig enthalten.

### Technik

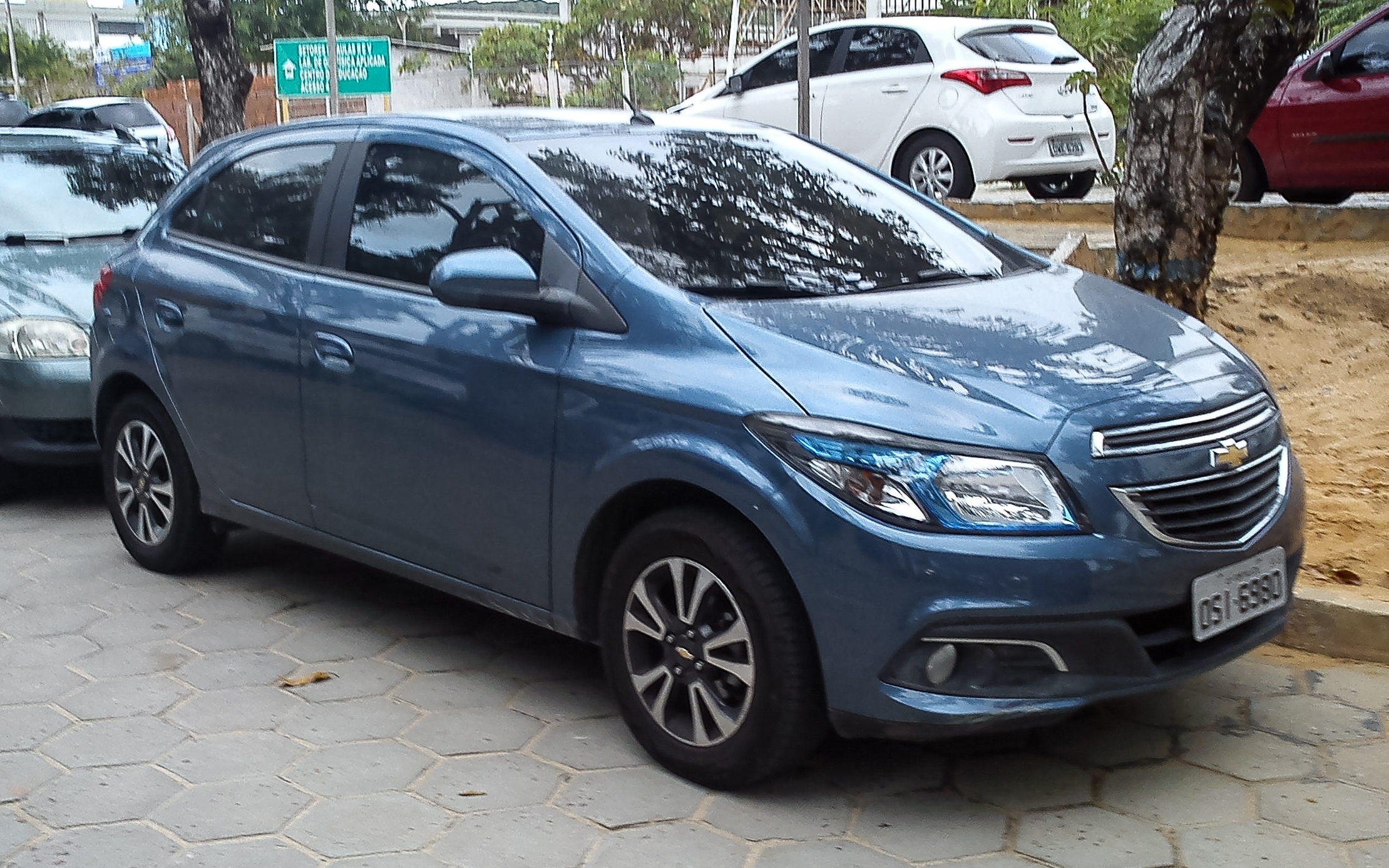
Onix in LTZ-Ausstattung mit blauen Scheinwerfereinsätzen

Das Modell basiert auf der Gamma-II-Plattform und ist damit entfernt mit dem Opel Corsa C verwandt. Als Antrieb stehen zwei Reihenvierzylinder-Ottomotoren mit 1,0 l bzw. 1,4 l Hubraum zur Auswahl, die auf den Flexfuel-Betrieb und mit einem Fünfgang-Schaltgetriebe (mit sechs Gängen seit dem Facelift im Jahr 2016)  oder einem Sechsgang-Automatikgetriebe verbunden sind.

### Produktions- und Absatzzahlen
Von diesem Modell konnten in den ersten 18 Monaten ca. 184 830 Stück abgesetzt werden. 2018 wurde das einmillionste Fahrzeug des Modells gebaut.

### Technische Daten
|                            | 1.0                                             | 1.4                                             |
| -------------------------- | ----------------------------------------------- | ----------------------------------------------- |
| Bauzeitraum                | seit 2012                                       | seit 2012                                       |
| Motorkenndaten             |                                                 |                                                 |
| Motorart                   | Ottomotor                                       | Ottomotor                                       |
| Motorbauart                | R4                                              | R4                                              |
| Hubraum                    | 999 cm³                                         | 1389 cm³                                        |
| Verdichtungsverhältnis     | 12,6 : 1                                        | 12,4 : 1                                        |
| max. Leistung bei min−1    |                                                 |                                                 |
| im Benzinbetrieb           | 57 kW (77 PS)/6400                              | 72 kW (98 PS)/6000                              |
| im Ethanolbetrieb          | 59 kW (80 PS)/6400                              | 78 kW (106 PS)/6000                             |
| max. Drehmoment bei min−1  |                                                 |                                                 |
| im Benzinbetrieb           | 93 Nm/5200                                      | 127 Nm/4800                                     |
| im Ethanolbetrieb          | 96 Nm/5200                                      | 136 Nm/4800                                     |
| Kraftübertragung           |                                                 |                                                 |
| Antrieb, serienmäßig       | Vorderradantrieb                                | Vorderradantrieb                                |
| Getriebe, serienmäßig      | 5-Gang-Schaltgetriebe/6-Gang-Schaltgetriebe (1) | 5-Gang-Schaltgetriebe/6-Gang-Schaltgetriebe (1) |
| Getriebe, optional         | –                                               | [6-Gang-Automatikgetriebe]                      |
| Messwerte                  |                                                 |                                                 |
| Höchstgeschwindigkeit      | 167 km/h                                        | 180 km/h                                        |
| Beschleunigung, 0–100 km/h | 13,4 s                                          | 10,5 s                                          |
| Leergewicht                | 1021 kg                                         | 1034–1042 kg [1067–1074 kg]                     |
| Tankinhalt                 | 54 l                                            | 54 l                                            |

Werte in eckigen Klammern gelten für Modelle mit Automatikgetriebe

## Zweite Generation (seit 2019)

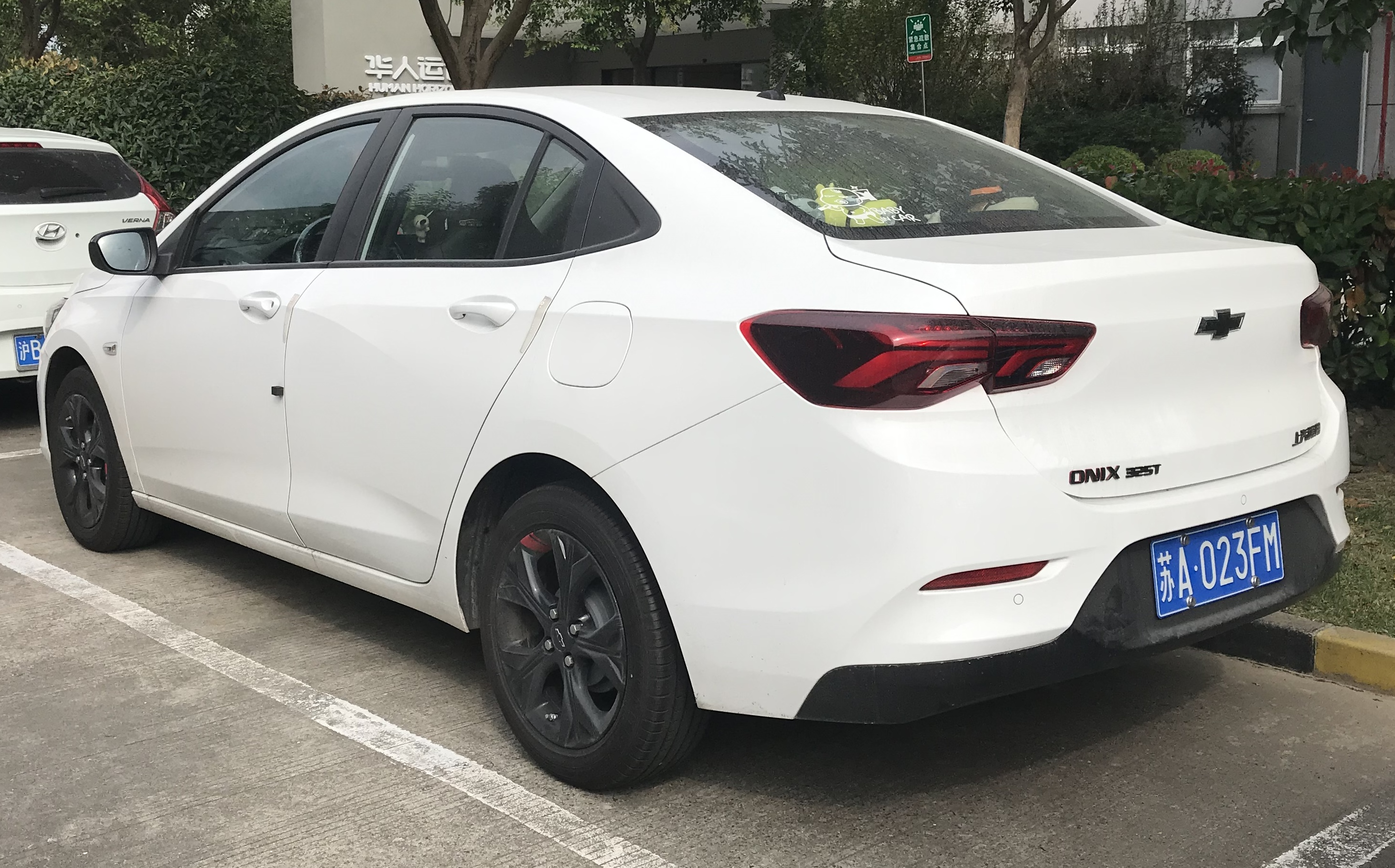
Heckansicht Stufenhecklimousine

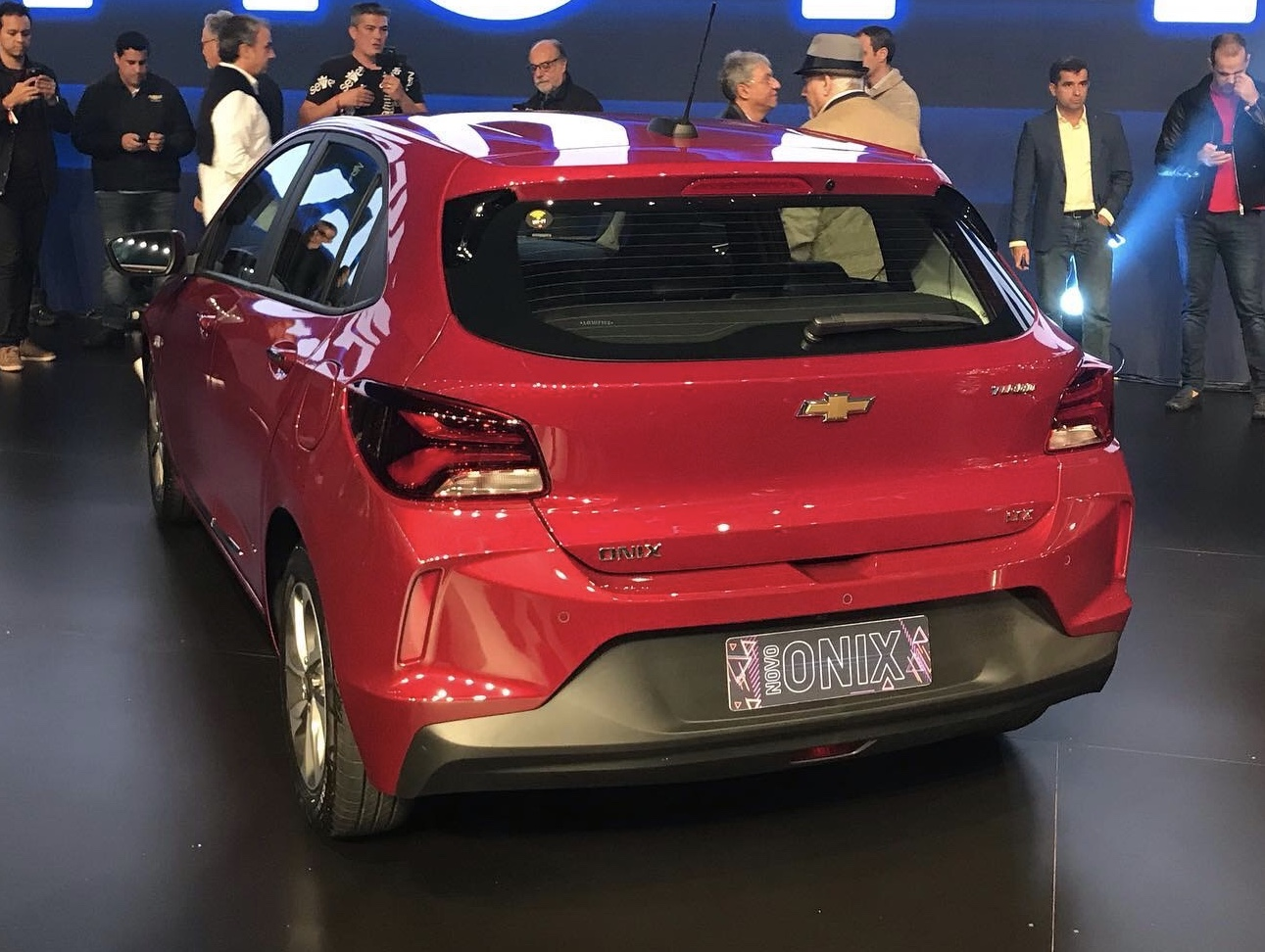
Heckansicht Kombilimousine

### Modellgeschichte
Die zweite Generation des Onix wurde auf der Shanghai Auto Show im April 2019 vorgestellt. Sie wurde wieder von GM do Brasil entwickelt und basiert auf der neuen GEM-Plattform von General Motors.
In China kam die Limousine noch im April 2019 in den Handel, der südamerikanische Markt folgte in der zweiten Jahreshälfte 2019.
Mitte September 2019 wurde im brasilianischen Porto Alegre sowohl die schon in China präsentierte Stufenhecklimousine mit der Bezeichnung Onix Plus, als auch eine Schrägheckversion für den dortigen Markt vorgestellt. Die Limousine wird seit Februar 2023 auch in Usbekistan gefertigt.
Eine überarbeitete Version des Onix wurde im Juli 2025 in Brasilien vorgestellt.

### Motoren
In China wurde ab Marktstart ein turbogeladener 1,0-l-R3-Ottomotor mit einer maximalen Leistung von 92 kW angeboten. Für Brasilien soll ein Dreizylindermotor gleichen Hubraums in einer Variante ohne und einer ethanoltauglichen Variante mit Motoraufladung erhältlich werden; die maximalen Leistungen sollen 60 kW bzw. 85 kW betragen.

### Technische Daten
|                                            | 1.0                   | 1.0 Turbo             | 325T                  | 320T                     | 1.2                   | 1.2 Turbo                |
| ------------------------------------------ | --------------------- | --------------------- | --------------------- | ------------------------ | --------------------- | ------------------------ |
| Märkte                                     | Brasilien             | Brasilien             | China                 | China                    | Usbekistan            | Usbekistan               |
| Bauzeitraum                                | seit 11/2019          | seit 11/2019          | 04/2019–07/2023       | 05/2020–07/2023          | seit 02/2023          | seit 02/2023             |
| Motorkenndaten                             |                       |                       |                       |                          |                       |                          |
| Motorart                                   | Ottomotor             | Ottomotor             | Ottomotor             | Ottomotor                | Ottomotor             | Ottomotor                |
| Motorbauart                                | R3                    | R3                    | R3                    | R3                       | R3                    | R3                       |
| Hubraum                                    | 999 cm³               | 999 cm³               | 999 cm³               | 1349 cm³                 | 1196 cm³              | 1196 cm³                 |
| Verdichtungsverhältnis                     | 12,5 : 1              | 10,5 : 1              | 10,5 : 1              | 11,5 : 1                 |                       |                          |
| max. Leistung bei min−1                    | 60 kW (82 PS)/6400    | 85 kW (116 PS)/5500   | 92 kW (125 PS)/5800   | 79 kW (107 PS)/6200      | 66 kW (90 PS)/6200    | 97 kW (132 PS)/5500      |
| max. Drehmoment bei min−1                  | 104 Nm                | 165 Nm                | 180 Nm/1350–4000      | 130 Nm/4000–4400         | 114 Nm                | 160 Nm                   |
| Kraftübertragung                           |                       |                       |                       |                          |                       |                          |
| Antrieb, serienmäßig                       | Vorderradantrieb      | Vorderradantrieb      | Vorderradantrieb      | Vorderradantrieb         | Vorderradantrieb      | Vorderradantrieb         |
| Getriebe, serienmäßig                      | 6-Gang-Schaltgetriebe | 6-Gang-Schaltgetriebe | 5-Gang-Schaltgetriebe | 6-Gang-Automatikgetriebe | 5-Gang-Schaltgetriebe | 6-Gang-Automatikgetriebe |
| Messwerte                                  |                       |                       |                       |                          |                       |                          |
| Höchstgeschwindigkeit                      |                       |                       | 180 km/h              | 175 km/h                 | 170 km/h              | 170 km/h                 |
| Beschleunigung, 0–100 km/h                 |                       | 9,7 s                 | 10,9 s                | 12,4 s                   | 13,4 s                | 10,6 s                   |
| Leergewicht                                |                       |                       | 1120 kg               | 1030–1045 kg             | 1137 kg               | 1213 kg                  |
| Kraftstoffverbrauch auf 100 km, kombiniert |                       |                       | 4,9 l Super           | 4,8 l Super              | 4,8 l Super           | 4,7 l Super              |
| Tankinhalt                                 |                       |                       | 36 l                  | 36 l                     | 44 l                  | 44 l                     |